# Домашний чемпионат Великобритании 1936/1937
Домашний чемпионат Великобритании 1936/37 (англ. 1936–37 British Home Championship) — сорок девятый розыгрыш Домашнего чемпионата, футбольного турнира с участием сборных четырёх стран Великобритании (Англии, Шотландии, Уэльса и Ирландии). Победу в турнире одержала сборная Уэльса. Выигрыш этого турнира стал последней «единоличной» победой Уэльса в Домашнем чемпионате (в дальнейшем Уэльс одержал ещё пять «разделённых» с другими сборными побед).
Турнир начался 17 октября 1936 года матчем между сборными Уэльса и Англии в Кардиффе; валлийцы одержали в нём победу со счётом 2:1. 31 октября ирландцы в Белфасте уступили шотландцам со счётом 1:3. В ноябре Англия в Сток-он-Тренте обыграла Ирландию со счётом 3:1. В декабре Шотландия в Данди проиграла Уэльсу со счётом 1:2. 17 марта 1937 года Уэльс в Рексеме разгромил Ирландию со счётом 4:1 и гарантировал себе чемпионский титул. 17 апреля в Глазго встретились сборные Шотландии и Англии. Хотя матч не имел турнирного значения для этих сборных (победу в турнире уже одержала сборная Уэльса, а никаких наград за второе или третье место не вручали), на игру на стадион «Хэмпден Парк» было продано 149 407 билетов (по другим данным, 149 547 билетов, без учёта пригласительных билетов, билетов для прессы и полиции и т. д.) — это была максимальная посещаемость футбольного матча в истории (в 1950 году этот рекорд был побит, когда более 190 тысяч зрителей пришли на решающий матч чемпионата мира по футболу в Бразилии, однако матчу между Шотландией и Англией 17 апреля 1937 года до сих принадлежит рекорд по числу зрителей футбольного матча в Европе). Шотландия одержала в матче победу со счётом 3:1. После окончания игры на праздничном банкете игрокам сборной Уэльса был вручён победный трофей Домашнего чемпионата Великобритании.

## Турнирная таблица
| Поз | Команда   | И | В | Н | П | МЗ | МП | РМ | О |
| --- | --------- | - | - | - | - | -- | -- | -- | - |
| 1   | Уэльс (Ч) | 3 | 3 | 0 | 0 | 8  | 3  | +5 | 6 |
| 2   | Шотландия | 3 | 2 | 0 | 1 | 7  | 4  | +3 | 4 |
| 3   | Англия    | 3 | 1 | 0 | 2 | 5  | 6  | −1 | 2 |
| 4   | Ирландия  | 3 | 0 | 0 | 3 | 3  | 10 | −7 | 0 |

## Результаты матчей
| Уэльс                        | 2:1     | Англия     |
| ---------------------------- | ------- | ---------- |
| - С. Моррис 64′ - Гловер 66′ | (отчёт) | Бастин 44′ |

| Ирландия     | 1:3     | Шотландия                                |
| ------------ | ------- | ---------------------------------------- |
| Кернаган 26′ | (отчёт) | - Нейпир 28′ - Манро 46′ - Маккаллох 62′ |

| Англия                                  | 3:1     | Ирландия   |
| --------------------------------------- | ------- | ---------- |
| - Картер 30′ - Бастин 67′ - Уорралл 75′ | (отчёт) | Дейвис 43′ |

| Шотландия | 1:2     | Уэльс          |
| --------- | ------- | -------------- |
| Уокер 57′ | (отчёт) | Гловер 23′ 80′ |

| Уэльс                                     | 4:1     | Ирландия      |
| ----------------------------------------- | ------- | ------------- |
| - Джонс 25′ - Гловер 33′ 51′ - Уоррен 65′ | (отчёт) | Стивенсон 62′ |

| Шотландия                         | 3:1     | Англия   |
| --------------------------------- | ------- | -------- |
| - О’Доннелл 47′ - Макфейл 80′ 88′ | (отчёт) | Стил 40′ |

## Победитель
| Победитель Домашнего чемпионата 1932/33 |
| Уэльс Седьмой титул                     |

## Бомбардиры
- 5 голов
  -  Пэт Гловер[англ.]

- 2 гола
  -  Клифф Бастин
  -  Боб Макфейл